# Panhard & Levassor Type P1
Der Panhard & Levassor Type P1 ist ein Pkw-Prototyp von März 1920. Hersteller war Panhard & Levassor in Frankreich.

## Beschreibung
Die Fahrzeuge haben einen ventillosen Schiebermotor nach einer Lizenz von Charles Yale Knight. Im Motorcode „LK4E“ steht das „K“ für Knight und die „4“ für die Anzahl der Zylinder.
Der Vierzylinder-Reihenmotor hat 80 mm Bohrung, 130 mm Hub und 2614 cm³ Hubraum. Er wurde auch 14 CV genannt.
Die Art der Kraftübertragung ist nicht bekannt. Bei den anderen Pkw-Modellen des Herstellers stand das „X“ in der Typenbezeichnung für Kardanantrieb.
Es blieb bei einem Einzelstück.